# Kaftan bezpieczeństwa. Włóczęga wśród gwiazd
Kaftan bezpieczeństwa. Włóczęga wśród gwiazd – powieść amerykańskiego pisarza Jacka Londona opublikowana w 1909. Wydana w Polsce w 1927 i ponownie w latach 90, w przekładzie Roberta Stillera.
Darrell Standing, główny bohater, to więzień San Quentin, skazany na śmierć przez powieszenie, który zapisuje swoje wspomnienia. Podczas tortur zadawanych przez strażnika więziennego – długotrwałego przetrzymywania w ekstremalnie ciasnym kaftanie bezpieczeństwa – wpada w transy, w których przeżywa swoje wcześniejsze wcielenia. Inspiracją dla tej postaci był przestępca i członek gangu Ed Morrell, który spędził czternaście lat w kalifornijskich więzieniach, w tym, podobnie jak bohater książki, pięć lat w izolatkach.
Powieść była inspiracją dla płyty Tulák po hvězdách nagranej przez czeską grupę Progres 2 w 2018.